# Brigitte Roüan
Brigitte Roüan (* 28. September 1946 in Toulon) ist eine französische Schauspielerin und Filmregisseurin.

## Leben
Brigitte Roüan wurde mit acht Jahren Waise. Mit 21 Jahren wurde sie Bühnenschauspielerin. In den 1970er Jahren hatte sie ihre ersten Fernseh- und Filmauftritte.
Für ihren ersten Kurzfilm als Regisseurin Grosse (1985) wurde sie mit einem César für den Besten Kurzfilm ausgezeichnet. Für ihren ersten Langfilm Outremer (1990) wurde sie für einen César für das Beste Erstlingswerk nominiert. Für das Liebesdrama Am Morgen danach mit ihr selbst in der Hauptrolle wurde sie für einen Europäischen Filmpreis als Beste Darstellerin nominiert.
Ab 2005 spielte sie die Hauptrolle der „Ingrid“ in der Komödien-Fernsehserie Venus & Apoll.

## Filmografie (Auswahl)

### Schauspielerin
- 1975. Das Ritual (La messe dorée)
- 1977: Paradiso
- 1979: Hallo – Ich mag dich (Cause toujours... tu m'intéresses !)
- 1985: Grosse (Kurzfilm)
- 1990: Outremer
- 1992: Olivier
- 1996: Launen eines Flusses (Les caprices d’un fleuve)
- 1997: Am Morgen danach (Post coïtum animal triste)
- 1999: Schöne Venus (Vénus Beauté)
- 1999: Die Unzertrennlichen (Inséparables)
- 2003: Wolfzeit (Le temps du loup)
- 2004: Was Frauen wirklich wollen (Tout le plaisir est pour moi)
- 2005–2009: Venus & Apoll (Vénus & Apollon, Fernsehserie, 33 Folgen)
- 2007: Chanson der Liebe (Les chansons d’amour)
- 2010: Glück auf Umwegen (La Chance de ma vie)
- 2014: Liebe auf den ersten Schlag (Les Combattants)
- 2016: Die Frau im Mond – Erinnerung an die Liebe (Mal de pierres)
- 2017: Nach einer wahren Geschichte (D’après une histoire vraie)
- 2017: Eine bretonische Liebe (Ôtez-moi d’un doute)
- 2018: Guy
- 2019: Andy
- 2020: Voir le jour
- 2022: Silver Rockers (Chœur de Rockers)

### Regisseurin
- 1985: Grosse (Kurzfilm)
- 1990: Outremer
- 1997: Am Morgen danach (Post coïtum animal triste)
- 2012: Tu honoreras ta mère et ta mère